# 全善 (宗教)
全善（英語：Omnibenevolence，源自拉丁語中意为「全」的、意为「好」的與意为「意願」的）是一個宗教上的詞匯，《牛津英語詞典》將其定義为「無盡的慈善」（Unlimited or infinite benevolence）。一些哲學家認为由於罪惡問題的存在，神不可能（至少幾乎不太可能）在全知和全能之餘展現出全善的本質。不過包括阿爾文·普蘭丁格在内的另外一些哲人則主張全善與其它神性并存的合理性。這一詞匯較多地在宗教哲學的學術創作層面被當作術語使用，以罪惡問題及相關神義論話題上的討論为主。由於「無限慈善」的構成難以有具體定義，全善一詞也通常由「完美品德」（perfect goodness）或「道德完美」（moral perfection）等短語指代。

## 詞源
英文中的在一些清教徒評論人士筆下偶爾可見。據《牛津英語詞典》，該詞被使用的最早記錄可追溯至1679年。但天主教會并未被發現有在禮拜儀式或者教義問答中提及過的説法。現代社會中，使用該詞者包括了喬治·漢密爾頓·史密斯——其於1980年出版的《無神論：反對神的論據》（Atheism: The Case Against God）一書中指出神的特質并不具有一致性。然而這一詞匯在另一方面也被用於爲神之屬性的一致性辯護，例如喬納森·克瓦韋格（Jonathan Kvanvig）的《地獄問題》（The Problem of Hell，1993年）和約書亞·霍夫曼（Joshua Hoffman）與加里·羅森克蘭茨（Gary Rosenkrantz）的《神性》（The Divine Attributes，2002年）。
全善一詞也見於某些著名羅馬天主教人物的作品，如宗教神學博士羅伯特·巴倫神父在2011年出版的《天主教：前往信仰之心的旅途》（Catholicism: A Journey to the Heart of the Faith）。